# Seznam tramvajových linek v Mostě a v Litvínově
Toto je seznam linek tramvajové dopravy v Mostě a v Litvínově.
Základem provozu jsou tramvajové linky 2 a 4, mezi nimiž je v zastávce „Most, Zimní stadion“ návaznost. Ve špičkách pracovního dne jsou jejich spoje proloženy spoji linky 3, která zajišťuje přímé spojení mezi Litvínovem a mosteckým nádražím. Doplňková linka č. 1 je variantou linky č. 4, prodlouženou v Mostě až na konečnou linky č. 2 (Velebudická). Linka 7 byla před svým zrušením naopak variantou linky č. 4, zkrácenou v Litvínově k poliklinice.

## 1

Schéma linky č. 1

Litvínov, Citadela - Litvínov, u dílen (×) - Litvínov, stadion - Litvínov, Technické služby (×) - Litvínov, poliklinika - Litvínov, obchodní dům - Litvínov, nádraží - Litvínov, Báňské stavby (×) - Záluží, areál Hlubina (×) (dříve Záluží, Doly Hlubina) - Záluží, Petrochemie - Záluží, CHEMOPETROL - Záluží, Zdravotní středisko - Záluží, Důl Julius IV (×) - Most, rozcestí Kopisty (dříve Cesta do Kopist) - Most, sídliště ČD (×) – Most, Souš - Most, zimní stadion - Most, sportovní hala - Most, obchodní dům PRIOR - Most, 1. náměstí - Most, Čs. mládeže - Most, Dopravní podnik - Most, Severografia - Most, Velebudická (cca do roku 2015 Most, Interspar)
Jede pouze několik spojů v pracovní den (v roce 2016 je to 6 párů), ráno převážně z Litvínova do Mostu, odpoledne převážně z Mostu do Litvínova. Další dva páry spojů v pracovní den v úseku DP – Velebudická jsou pokračováním spojů linky č. 4.

## 2

Schéma linky č. 2

Most, nádraží - Most, TESCO - Most, zimní stadion - Most, sportovní hala - Most, obchodní dům PRIOR - Most, 1. náměstí - Most, Čs. mládeže - Most, Dopravní podnik - Most, Severografia - Most, Velebudická (cca do roku 2016 Most, Interspar)
Jezdí denně v pravidelných intervalech, po většinu pracovního dne interval 15 minut, v sobotu, v neděli a večer převážně v intervalu 30 minut.

## 3

Schéma linky č. 3

Litvínov, Citadela - Litvínov, u dílen (×) - Litvínov, stadion - Litvínov, Technické služby (×) - Litvínov, poliklinika - Litvínov, obchodní dům - Litvínov, nádraží - Litvínov, Báňské stavby (×) - Záluží, areál Hlubina (×) (dříve Doly Hlubina) - Záluží, Petrochemie - Záluží, CHEMOPETROL - Záluží, Zdravotní středisko - Záluží, Důl Julius IV (×) - Most, rozcestí Kopisty (dříve Cesta do Kopist) - Most, sídliště ČD (×) - Most, Souš - Most, Chomutovská (×) - Most, TESCO - Most, nádraží
Jezdí pouze několik párů spojů v ranní a odpolední špičce pracovního dne v intervalu 15 minut. Dva páry nočních spojů, jezdící denně, jsou současně uvedeny též jako spoje linky č. 4 zajíždějící k nádraží a vozidla jsou označena jako linka č. 4.

## 4

Schéma linky č. 4

Litvínov, Citadela - Litvínov, u dílen (×) - Litvínov, stadion - Litvínov, Technické služby (×) - Litvínov, poliklinika - Litvínov, obchodní dům - Litvínov, nádraží - Litvínov, Báňské stavby (×) - Záluží, areál Hlubina (×) (dříve Doly Hlubina) - Záluží, Petrochemie - Záluží, CHEMOPETROL - Záluží, Zdravotní středisko - Záluží, Důl Julius IV (×) - Most, rozcestí Kopisty (dříve Cesta do Kopist) - Most, sídliště ČD (×) - Most, Souš - Most, zimní stadion - Most, sportovní hala - Most, obchodní dům PRIOR - Most, 1. náměstí - Most, Čs. mládeže - Most, Dopravní podnik
Jezdí denně v pravidelných intervalech, po většinu pracovního dne interval 15 minut, v sobotu, v neděli a večer převážně v intervalu 30 minut.
Dva noční spoje z Litvínova do Mostu a jeden noční spoj z Mostu do Litvínova zajíždějí v Mostě k nádraží a jsou uvedeny též na jízdním řádu linky č. 3.
Dva páry spojů v pracovní den pokračují ze zastávky Most, Dopravní podnik až do smyčky Velebudická jako linka č. 3, resp. vyjíždějí ze smyčky Velebudická jako linka č. 3.

## 7
Linka zrušena v říjnu 2011.
Litvínov, poliklinika - Litvínov, obchodní dům - Litvínov, nádraží - Litvínov, Báňské stavby - Záluží, Doly Hlubina - Záluží, Petrochemie - Záluží, Chemopetrol - Záluží, Zdravotní středisko - Důl Julius IV - Cesta do Kopist - Most, sídliště ČD - Most, Souš - Most, zimní stadion - Most, sportovní hala - Most, obchodní dům PRIOR - Most, 1. náměstí - Most, Čs. mládeže - Most, Dopravní podnik
Byla v provozu pouze ve špičkách pracovních dnů.